# Johann Christian Rind

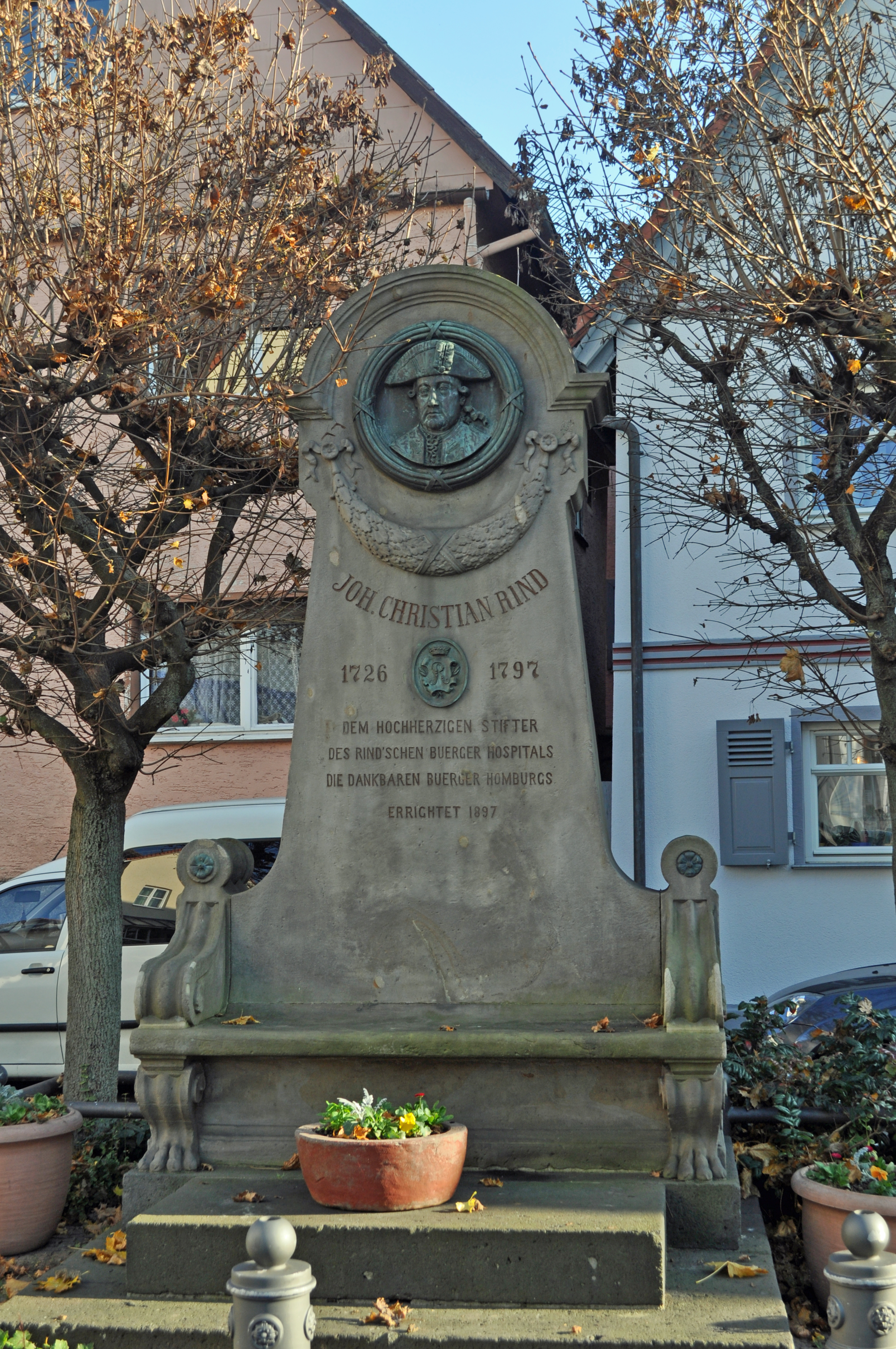
Rind-Denkmal in Bad Homburg

Johann Christian Rind (* 2. Juli 1726 in Homburg vor der Höhe; † 24. Februar 1797 ebenda) war ein deutscher Kaufmann und Angehöriger einer angesehenen Kaufmannsfamilie, die ihren Wohnsitz in der damaligen Residenzstadt Homburg, heute Bad Homburg vor der Höhe, hatte. Aufgrund einer von ihm testamentarisch ins Leben gerufenen Stiftung entstand das  Seniorenheim Rind’sches Bürgerstift Bad Homburg, das bis heute existiert. Durch dieses gemeinnützige Werk gehört Johann Christian Rind zu den prägenden Persönlichkeit der Bad Homburger Stadtgeschichte.

## Leben
Nach Lehrjahren in Köln und den Niederlanden führte Johann Christian Rind gemeinsam mit seinem jüngeren Bruder Johann Balthasar die Familientradition fort. Zusammen übernahmen beide das Geschäft des Vaters. Dieses Geschäft befand sich am Rande der Bad Homburger Altstadt in der Untergasse 7. Diese wurde später in Rind’sche Stiftstraße umbenannt. Hauptsächlich verkauften die beiden Brüder Lebensmittel und Güter des täglichen Bedarfs wie Knöpfe, Papier und Gewürze. Dank guter Handelsbeziehungen in die Niederlande konnte sich Johann Christian Rind mit Direktimporten versorgen und seine Waren günstig anbieten. Nach wenigen Jahren stieg er zum einflussreichen Kaufmann auf und knüpfte Kontakte zum landgräflichen Hof, der im benachbarten Bad Homburger Schloss residierte. Auch sein gesellschaftliches Ansehen wuchs. Zudem fungierte er als Geldgeber seines Landesherrn, Landgraf Friedrich V. von Hessen-Homburg, der für seine Hofhaltung finanzielle Unterstützung benötigte. Ab dem 30. Lebensjahr übernahm Johann Christian Rind den Posten als Hauptmann der Bad Homburger Schützenkompanie. Für diese war er viele Jahre als Schützenmeister und Rechnungsführer tätig. Wie sein Bruder blieb Johann Christian Rind unverheiratet und hinterließ keine Nachkommen. Beide Brüder planten mit ihrem Vermögen die Gründung einer Stiftung, die alten Menschen zugutekommen sollte. Diese Stiftung wurde am 15. März 1776 testamentarisch verfügt. Da der jüngere Bruder Johann Balthasar unerwartet verstarb, trägt das Dokument die alleinige Unterschrift von Johann Christian Rind. In den folgenden 20 Jahren gelang es dem Kaufmann, sein Vermögen zu vervierfachen. Damit verfügte er über die notwendigen finanziellen Mittel, um die Stiftung mit ausreichend Kapital auszustatten und ein Gebäude in der Dorotheenstraße zu erwerben, das alten und mittellosen Menschen als Wohnstatt dienen sollte. Dieses Gebäude, eines der prägnanten Barock-Bauwerke in Bad Homburg, befindet sich in direkter Nachbarschaft des landgräflichen Schlosses, ist heute unter dem Namen Sinclair-Haus bekannt und dient als Ort für Kunstausstellungen. Johann Christian Rind verstarb am 24. Februar 1797 und wurde auf dem reformierten Friedhof am Untertor beigesetzt. Das Grab existiert seit etwa 100 Jahren nicht mehr.

## Die Rind’sche Stiftung
Am 15. März 1776 erstellte Johann Christian Rind die Urfassung seines Testaments, die 1797 noch in einigen Punkten abgeändert wurde. Hauptbestandteil dieses Testaments war die Gründung einer Stiftung, deren Ziel darin bestand, zunächst jeweils zwölf alten und mittellosen Menschen kostenlose Unterkunft, Betreuung und Verpflegung zu gewährleisten. Das Gründungskapital betrug 40.000 Gulden. In 14 Punkten wurden die Aufnahmekriterien für Bewohner, die Modalitäten der Versorgung und die Verwaltung der neu geschaffenen Einrichtung festgelegt. Die Stiftung führte zur Einrichtung eines – wie es damals hieß – „bürgerlichen Hospitals“. Es befand sich von 1797 bis 1822 in einem unter Denkmalschutz stehenden dreigeschossigen Fachwerkgebäude.  Ein Faksimile des Testaments ist in der Festschrift zum 1996 erfolgten Umzug des Rind’schen Bürgerstifts in die Gymnasiumstraße abgedruckt. Unter dem Namen Rind’sches Bürgerstift Bad Homburg besteht diese Stiftung bis in die Gegenwart. Mittlerweile ist die Einrichtung eine frei gemeinnützige Stiftung des bürgerlichen Rechts und Mitglied im Diakonischen Werk Hessen und Nassau. Nach dem Umzug an den neuen Standort in der Gymnasiumstraße bietet das Rind’sche Bürgerstift heute rund 220 älteren Menschen ein Zuhause. Im Rahmen des im Haus entwickelten Betreuungskonzepts „Pflege aus einer Hand“ stehen Senioren die Bereiche „Betreutes Wohnen“, „Stationäre Pflege“ und „Ambulante Dienste“ zur Verfügung, um individuell passende Pflege- und Wohnformen zu wählen.

## Johann Christian Rind in Bad Homburg
Erinnerungen an Johann Christian Rind finden sich mehrfach im Stadtbild von Bad Homburg. So wurde die frühere Untergasse umbenannt in Rind’sche Stiftstraße. Am 23. September 1898 wurde Johann Christian Rind ein von dem  Architekten Louis Jacobi entworfenes Denkmal gesetzt. Dieses befindet sich am Eingang zur Altstadt. Das Wappen von Johann Christian Rind – ein mit einem „R“ versehener Harnisch mit Krone, Kette und Münzen – ist bis heute sichtbarer Bestandteil im Unternehmenslogo und auf Briefköpfen des Rind’schen Bürgerstifts Bad Homburg.